# ريان هانام
ريان هانام (بالإنجليزية: Ryan Hannam)‏ هو لاعب كرة قدم أمريكية أمريكي، ولد في 24 فبراير 1980 في سانت أنسغار في الولايات المتحدة.

## وصلات خارجية
- ريان هانام على موقع مرجع كرة القدم المحترفة.كوم (الإنجليزية)